# قصر داود بك سلامة
قصر داود بك سلامة هو قصر أثري غير ملكي بُني عام 1926 في مدينة ميت غمر بمحافظة الدقهلية. كان القصر ملكًا لداود بك صليب سلامة، وهو مزارع من أصل فرنسي وأحد الأعيان البارزين في المدينة، وعُرِف بين الناس بمساهماته الخيرية.

## الموقع والتصميم
يقع قصر داود بك سلامة في مدينة ميت غمر بمحافظة الدقهلية. يتميز القصر بتصميم معماري فاخر يجسد طراز البحر المتوسط، الذي يمزج بين العناصر المعمارية الأوروبية الإيطالية والإسبانية في عصر النهضة. كما يحتوي القصر على تأثيرات من الطراز العربي المشرقي والطراز الأندلسي. يتكون المبنى من بدروم ودورين رئيسيين، بالإضافة إلى دور علوي فوق السطح. تحيط بالقصر حديقة مسورة بسور مرتفع، بينما تطل واجهته الشمالية الغربية على شارع الحرية، حيث يقع المدخل الرئيسي.

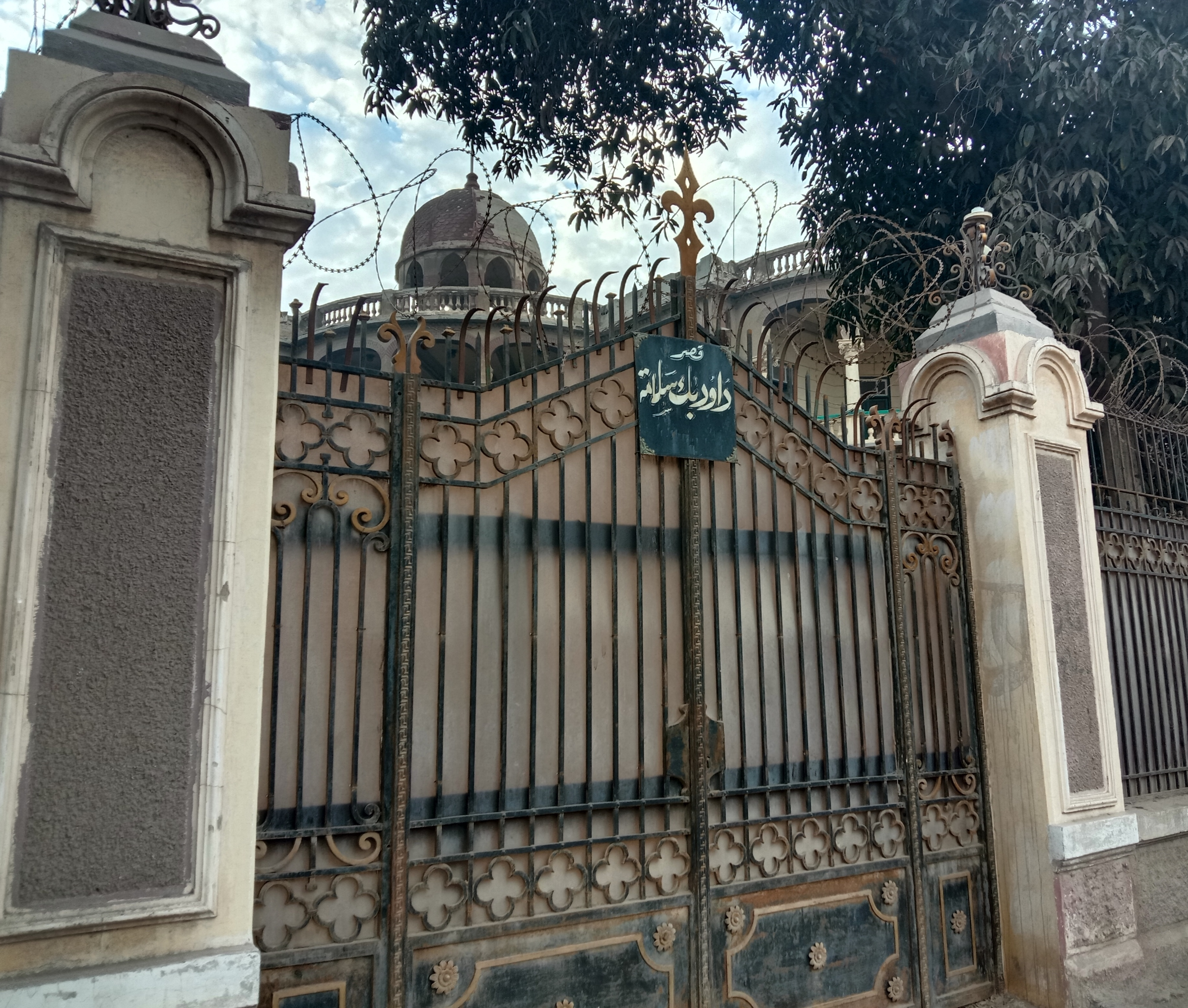
إحدى بوابات القصر

يضم القصر عدة مداخل غائرة تتقدمها شرفات واسعة (فرندات) متصلة بسلالم ضخمة ذات ثلاث قلبات، تحتوي كل منها على إحدى عشرة درجة. أما الأبواب، فهي تسعة أبواب خشبية مستطيلة الشكل، بعضها يتكون من مصراعين متحركين يعلوهما جزء ثابت، ومزينة بحشوات خشبية وتغشيات زجاجية مع زخارف معدنية مفرغة.

## العناصر المعمارية والزخرفية
يتميز القصر بقبة ضخمة تعلو السطح، ذات قطاع نصف دائري، وترتكز على ثمانية عقود مدببة تستند إلى سبع دعامات مستطيلة الشكل فوق مصطبة دائرية. كما يحتوي القصر على خرجات معمارية ذات مسقط أفقي مستطيل، مدعومة بكوابيل حجرية مثلثة الشكل.

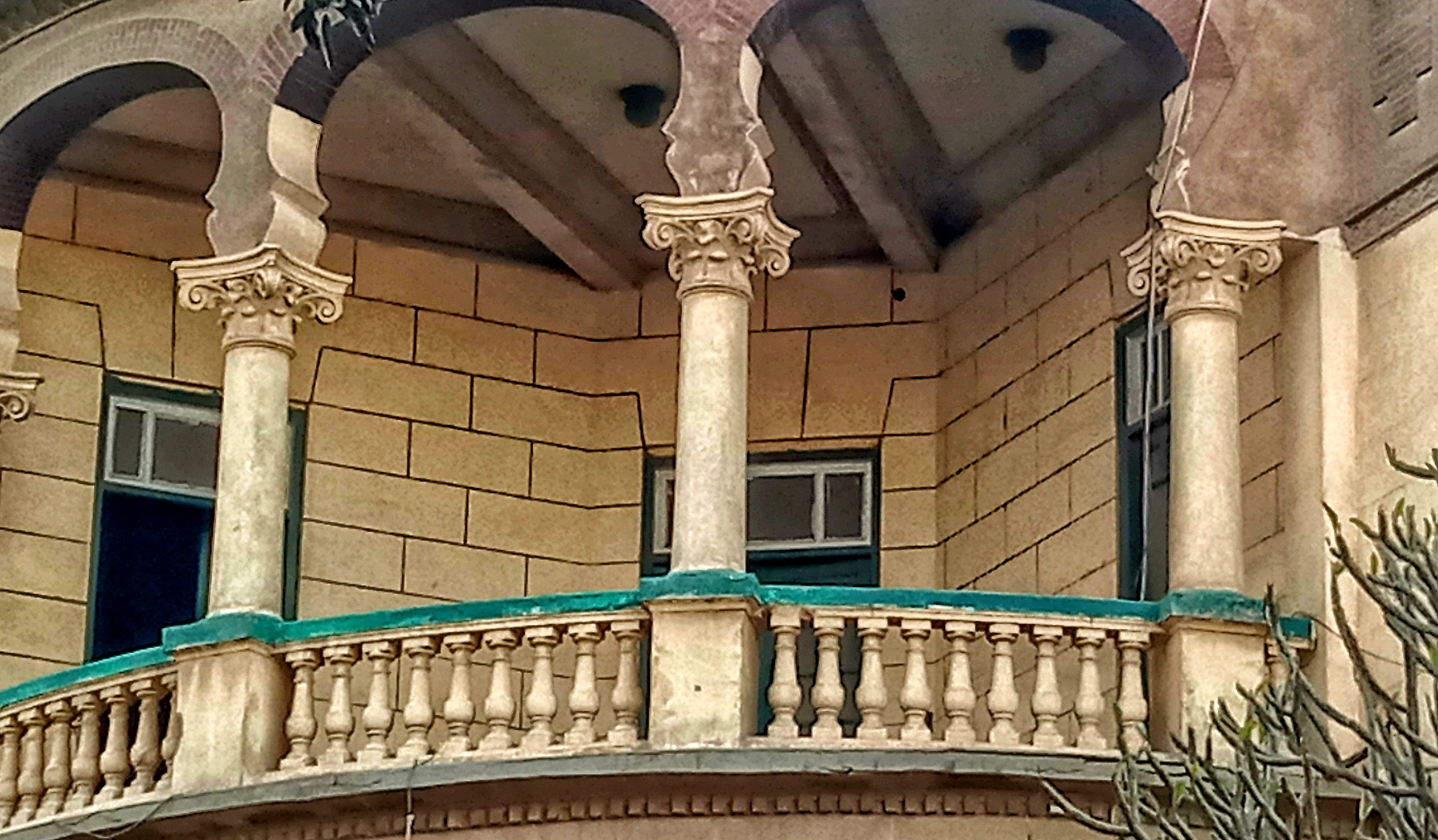
الأعمدة المركبة

يتميز القصر أيضًا بزخارف مستوحاة من الطرازين الكلاسيكي والمشرقي. وتزين واجهاته أشرطة زخرفية بارزة، من بينها زخرفة البيضة والسهم ذات الأصول الإغريقية والرومانية. كما تظهر الأعمدة الأيونية في شرفات الدورين الأرضي والأول، خاصة في الواجهات الشمالية الغربية، والشمالية الشرقية، والجنوبية الغربية. وتتميز تيجان هذه الأعمدة بلفائف حلزونية يتوسطها زهرة الأنثيمون (الورقة النخيلية)، وهي من الزخارف النباتية المميزة في العمارة الكلاسيكية، كما تحتوي بلكونات الدور الأول في الواجهة الشمالية الغربية على أعمدة ذات تيجان مركبة، وهي طراز معماري يجمع بين الزخارف الأيونية والكورِنثية.

## أهمية القصر

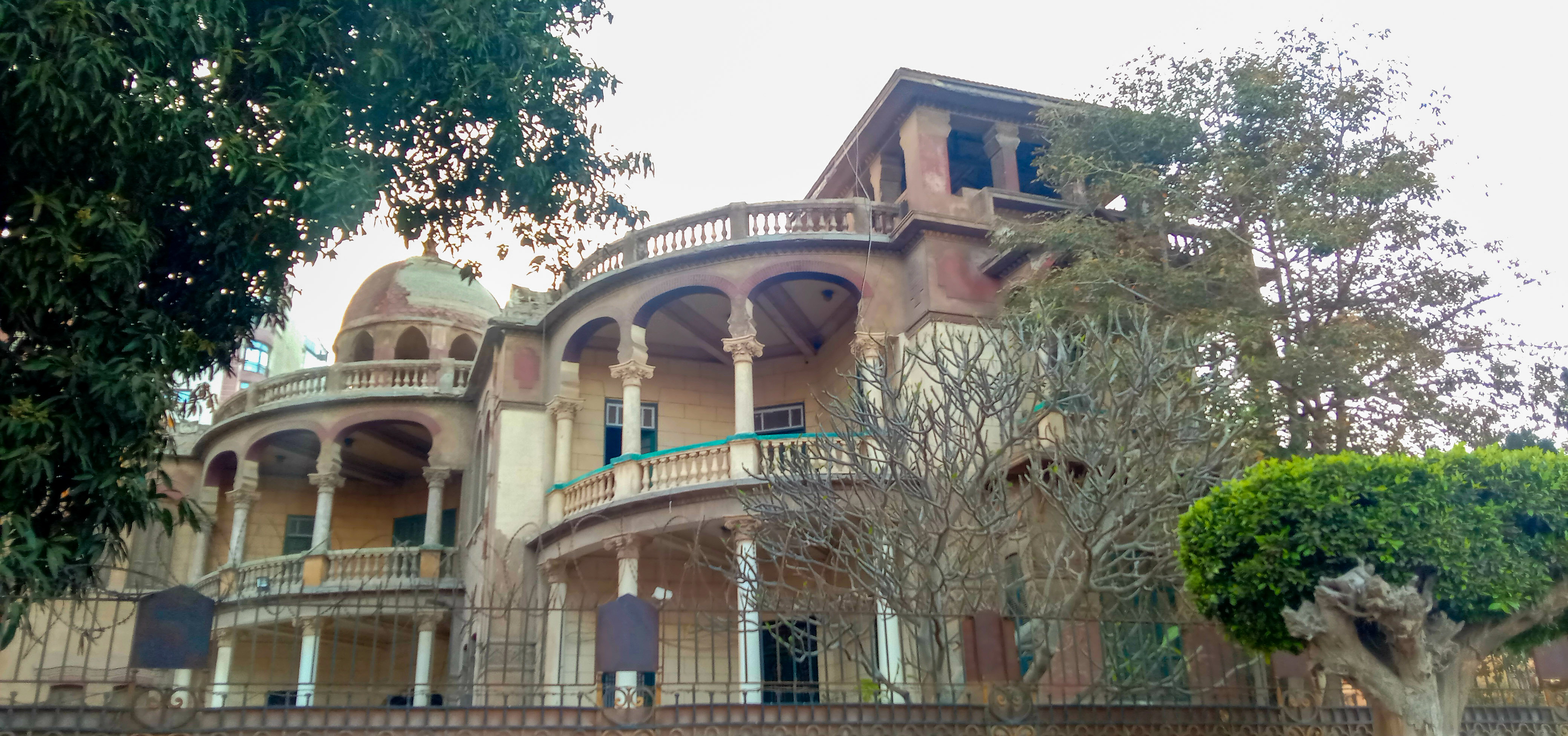
الجانب الأيمن من قصر داود بك سلامة

يُعتبر قصر داود بك سلامة من أهم المعالم التراثية في مدينة ميت غمر، حيث يجسد الطراز المعماري الفاخر لمساكن الأعيان في أوائل القرن العشرين، ويعكس التأثير الأوروبي في العمارة المصرية آنذاك. وتكمن أهميته في قيمته التاريخية والمعمارية المتميزة، ما يجعله من أبرز المباني التراثية في المدينة.

## الاستخدامات التاريخية
بالإضافة إلى كونه سكنًا خاصًا، كان قصر داود بك سلامة مقرًا للحزب الاشتراكي في مدينة ميت غمر خلال فترة حكم الرئيس جمال عبد الناصر، ثم أصبح مقرًا للحزب الوطني الديمقراطي قبل ثورة 25 يناير 2011، حيث كان يُستخدم كمقر إداري للحزب في المدينة. بعد حل الحزب، لم يتم استغلال القصر بشكل ملائم، مما أدى إلى تعرضه للإهمال والتدهور.

## التسجيل والتصنيف
في عام 2008، عُرض قصر داود بك سلامة على اللجنة الدائمة للآثار الإسلامية والقبطية للنظر في تسجيله كأثر، إلا أن الطلب قوبل بالرفض. وفي عام 2018، وافق الجهاز القومي للتنسيق الحضاري على إدراجه ضمن سجل المباني والمنشآت ذات الطراز المعماري المتميز في محافظة الدقهلية، وذلك وفقًا لما نُشر في الجريدة الرسمية.

## حالة القصر الحالية
يعاني قصر داود بك سلامة من تدهور ملحوظ نتيجة للإهمال على مر السنين، مما أثر سلبًا على حالته المعمارية وزخارفه. وعلى الرغم من قيمته التاريخية والمعمارية، لم يحظَ القصر بالاهتمام الكافي للحفاظ عليه. القصر مملوك حاليًا لورثة داود بك سلامة بالإضافة لملاك آخرون، ولا توجد معلومات متوفرة حول أي خطط رسمية لترميمه أو استغلاله بما يتناسب مع قيمته التراثية.